# Livio Morosin
Livio Morosin (Vodnjan, 24. siječnja 1963.), hrvatski je glazbenik.
Rodio se u Vodnjanu, malome gradiću kraj Pule, 24. siječnja 1963. godine. Jedan je od najboljih autora pop rock i etno scene. Karijeru je započeo u grupi Gustafi koja se onda zvala Gustaf i njegovi dobri duhovi. Nakon toga je započeo pisati pjesme za Alena Vitasovića koje je bilo njegovo najslavnije razdoblje. Nakon nekog vremena bacio se u samostalnu karijeru etno glazbe. Surađivao je s Dariom Marušićem, Radom Šerbedžijom i mnogim drugim poznatim osobama. Neke od najpoznatijih skladbi su "Tri naranče" (Etno festival u Neumu), "More dimboko" itd.
Prvi samostalni album objavio je 2005. godine. Bio je to album Tri naranče. 2007. je godine uslijedio drugi samostalni album, album Livio Morosin. Poslije je opet surađivao s Alenom Vitasovićem za svoj treći album, Glas Istre.
Svira sa svojim pratećim sastavom Livio Morosin Bandom.
Morosinove pjesme su se izvodila na raznim festivalima: Kultfestu u Rovinju, Splitskom festivalu, Zadarskom festivalu, MIK-u, Arena festivalu u Puli, Etno festivalu u Neumu i ostalima, na kojima je često osvajao nagrade.
Livio Morosin i Edi Maružin iz Gustafa su stričevići.

## Diskografija
- 1993. - Adam Records, singl
- 1993. - Gušti su gušti, album u suradnji s Alenom Vitasovićem (producent, tekstovi, glazba)
- 1996. - I Anelidi su bili crnci, album u suradnji sa sastavom Anelidima (hit "Tri naranče")
- 1999. - Bura tramuntana, album u suradnji s Dariom Marušićem (Porin za najbolji album etno-glazbe)
- 2002. - Orihi, orihi, album u suradnji s Radom Šerbedžijom
- 2003. - The best off, kompilacija uživo izvedaba Morosinovih hitova u novim aranžmanima
- 2005. - Tri naranče, samostalni album
- 2007. - Livio Morosin, samostalni album
- 2010. - Glas Istre, samostalni album
- 2014. - Motovun, samostalni album
- 2018. - Hereza, Livio Morosin & Maer

## Vanjske poveznice
- http://www.diskografija.com/umjetnik/livio-morosin.htm
- http://www.muzika.hr/arhiva/recenzije/1240/livio-morosin.aspx  Arhivirana inačica izvorne stranice od 23. travnja 2011. (Wayback Machine)
- http://www.glasistre.hr/showbiz/vijest/293613